# Liste der Baudenkmäler im Stadtbezirk Bielefeld-Schildesche
Die Liste der Baudenkmäler im Stadtbezirk Bielefeld-Schildesche enthält die denkmalgeschützten Bauwerke auf dem Gebiet des Stadtbezirks Bielefeld-Schildesche in Nordrhein-Westfalen. Diese Baudenkmäler sind in der Denkmalliste der Stadt Bielefeld eingetragen; Grundlage für die Aufnahme ist das Denkmalschutzgesetz Nordrhein-Westfalen (DSchG NRW).

Eine Übersicht über alle Baudenkmäler in Bielefeld findet sich unter der Liste der Baudenkmäler in Bielefeld.

| Bild                                                                              | Bezeichnung                                                                       | Lage                                                                 | Beschreibung | Bauzeit                                                                         | Eingetragen seit | Denkmal- nummer |
| --------------------------------------------------------------------------------- | --------------------------------------------------------------------------------- | -------------------------------------------------------------------- | --- | ------------------------------------------------------------------------------- | ---------------- | --------------- |
| weitere Bilder                                                                    | Stiftskirche einschließlich historischer Ausstattung und südlichem Kirchplatz     | Bezirk Schildesche An der Stiftskirche 1 Karte                       | Einschiffiger, kreuzförmiger Kirchenbau im Stil der Gotik mit gerade geschlossenem Chor. Reiche Maßwerkfenster in Chor und Querschiff in hochgotischer Formensprache mit Drei-, und Vierpässen, im Querschiff kirchplatzseitig mit einer Rose, im Langhaus in spätgotischer Stilistik mit Dreischneuß. Neugotischer Westturm gestalterisch an den Bestand angepasst. Auf dem südlichen Kirchplatz bemerkenswerte steinerne Friedhofslaterne aus gotischer Zeit.                                                    | 14. Jahrhundert (Querhaus und Chor), 15. Jahrhundert (Langhaus), 1867–69 (Turm) |                  | 24              |
| Fachwerk-Traufenhaus                                                              | Fachwerk-Traufenhaus                                                              | Bezirk Schildesche An der Stiftskirche 5 Karte                       | Einstöckiges Fachwerk-Wohnhaus als Teil des Kirchplatzringes. Kirchplatzseitig kopfbandgestützter breiter Dachüberstand. Seitengiebel durch schmale Gänge von den unmittelbar angrenzenden Nachbargebäuden getrennt, am westlichen Giebel bemerkenswerte gekehlte Knaggen der Zeit um 1600 bzw. des beginnenden 17. Jahrhunderts. Klassizistische Haustür mit Rautenfüllungen Anfang 19. Jahrhundert. Im Inneren hohe Wohndiele.                                                                                   | 1. Hälfte des 17. Jahrhunderts                                                  |                  | 95              |
| Fachwerk-Traufenhaus                                                              | Fachwerk-Traufenhaus                                                              | Bezirk Schildesche An der Stiftskirche 7 Karte                       | Fachwerk-Wohnhaus als Teil des Kirchplatzringes. Der einstöckige Kernbau wohl des 18. Jahrhunderts nachträglich zweigeschossig durchgebaut und im Laufe des 19. Jahrhunderts um einen zweistöckigen Fachwerkbau westlich erweitert. | 1. Hälfte des 18. Jahrhunderts                                                  |                  | 97              |
| Fachwerk-Traufenhaus                                                              | Fachwerk-Traufenhaus                                                              | Bezirk Schildesche An der Stiftskirche 10 Karte                      | Schildesche, Stift Nr. 22, Wohnhaus Stiftsküster Schwengeler. Volumiöser, voll zweigeschossig ausgebildeter Fachwerkbau, Schauseite zum Kirchplatz mit großzügiger Durchfensterung klassizistisch-bürgerlicher Anmutung, Dielentor mit Inschrift an untergeordneter Hofseite, Zimmermeister Jacob Henrich Bockermann. | 1781 (Inschrift Torbogen)                                                       |                  | 4               |
| Fachwerkhaus                                                                      | Fachwerkhaus                                                                      | Bezirk Schildesche An der Stiftskirche 12 Karte                      | Schildesche, Stift Nr. 53. Zweigeschossiger Fachwerkbau bürgerlicher Anmutung mit massivem Erdgeschoss, von Zimmermeister Henrich Sonntag (Inschrift Giebelbalken Nordseite). | 1708                                                                            |                  | 5               |
| Hedwig Dornbusch-Schule                                                           | Hedwig Dornbusch-Schule                                                           | Bezirk Schildesche An der Stiftskirche 13 Karte                      | Ehemalige Stiftsschule. Dreigeschossiger Putzbau in Stilformen des Spätklassizismus, später kirchplatzseitig um einen repräsentativen zweigeschossigen Baukörper mit historisierenden Fassaden in Stilformen der Backsteingotik erweitert. | dreigeschossiger Quertrakt ca. 1870–1880; zweigeschossiger Quertrakt ca. 1900   |                  | 268             |
| nördlicher Kirchplatz mit Ehrendenkmal und Grabsäule                              | nördlicher Kirchplatz mit Ehrendenkmal und Grabsäule                              | Bezirk Schildesche An der Stiftskirche Karte                         | Die heutige Grünanlage des nördlichen Kirchplatzes wird maßgeblich geprägt durch das Ehrenmal für die im Ersten Weltkrieg gefallenen Soldaten der Gemeinde an der Nordseite der Stiftskirche, welches eine Leerstelle füllt, die 1914 durch den Abbruch des Kapitelhauses entstanden war. Nordwestlich der Kirche an der Westerfeldstraße die klassizistische Grabsäule einer Stiftsdame, aus Osning-Sandstein, letztes erhaltenes Grabdenkmal des früheren Friedhofes an dieser Stelle.                           | 1923–24 (Ehrenmal)                                                              |                  | 75              |
| Wohnhaus                                                                          | Wohnhaus                                                                          | Bezirk Schildesche Beckhausstr. 170 Karte                            | Freistehendes villenartiges Wohnhaus im Heimatstil, die Putzfassaden mit zurückhaltender Ornamentik teils im Jugendstil. | um 1905                                                                         |                  | 139             |
| Alte Apotheke                                                                     | Alte Apotheke                                                                     | Bezirk Schildesche Beckhausstr. 260 Karte                            | Letzte erhaltene Stiftskurie, sogenannte Äbtissinnenkurie, Stift Schildesche Nr. 1. Eingeschossiger, palaisartiger Fachwerkbau mit symmetrischer Schauseite nach Süden, die Fassaden teilweise verschiefert. Im Inneren Treppengeländer, Türen u.a. aus der Bauzeit erhalten. Nordwestlich über Ecke angebaute Fachwerkscheune heute zu Büros ausgebaut. | Ende 18. Jahrhundert / um 1800                                                  |                  | 103             |
| Zweiständer-Fachwerkgebäude                                                       | Zweiständer-Fachwerkgebäude                                                       | Bezirk Schildesche Hermann-Schäffer-Str. 8 Karte                     | Dreiständer-Durchgangsdielenhaus, Erbauer laut Inschrift Ludolph Siveking, Pastor und Senior des freiadeligen Stiftes Schildesche und Klara Plores Eheleute, Zimmermeister Berent Speckmann. | 1655 (Inschrift Torbogen)                                                       |                  | 458             |
| Pfarrhaus                                                                         | Pfarrhaus                                                                         | Bezirk Schildesche Huchzermeierstr. 11 Karte                         | Evangelische Pfarre I, Stift Schildesche Nr. 20. Großvolumiges zweigeschossiges Fachwerkhaus bürgerlicher Anmutung mit Querdiele und längsausgerichtetem Wohnflur. Übersetzung der lateinischen Bauinschrift: „Mit der Hilfe Gottes haben der Wochenherr und Pastor Friedrich August Heidsiek und seine Ehefrau Henrietta Conradine Schlüter für sich und ihre Nachfolger dieses Haus am 15. Juni 1771 durch Johann Hermann Welhöner bauen lassen.“                                                                | 1771 (Inschrift Torbogen)                                                       |                  | 28              |
| Ackerbürgerhaus                                                                   | Ackerbürgerhaus                                                                   | Bezirk Schildesche Im Stift 6 Karte                                  | Weichbild Schildesche Nr. 68, Bunte. Dreiständer-Fachwerkhaus mit Durchgangsdiele und einhüftigem Stubenanbau, Erbauer laut Inschrift Eheleute Cordt Bunte und Catharina Barckey, Zimmermeister M. Berend Sickman. | 1636 (Inschrift Torbogen)                                                       |                  | 177             |
| Ackerbürgerhaus                                                                   | Ackerbürgerhaus                                                                   | Bezirk Schildesche Im Stift 5 (vorher Nr. 3) Karte                   | Weichbild Schildesche Nr. 67. Dreiständer-Fachwerkhaus mit Kammerfach. Die Torfront sorgsam gestaltet mit Sichtfachwerkgiebel, Bauherr Peter Henrich Weijmann und Annilsabein Klemans, Zimmermeister Johann Abcke Kulmann. | 1747 (Inschrift Torbogen)                                                       |                  | 263             |
| langgestrecktes Dreiständer-Fachwerkhaus                                          | langgestrecktes Dreiständer-Fachwerkhaus                                          | Bezirk Schildesche Johannisstr. 5 Karte                              | Gemeinsames Baudenkmal mit Am Kruge 12, ehemals Weichbild Schildesche Nr. 78, Tischler Becker. Zweischiffiger Dreiständer-Fachwerkbau, Bauherren Ferdinant Henrich Becker und Anna Maria Scheidefelds, Zimmermeister Johann Hermann Welhöner. | 1778 (Inschrift Torbogen)                                                       |                  | 178             |
| weitere Bilder                                                                    | langgestrecktes Dreiständer-Fachwerkhaus                                          | Bezirk Schildesche Am Kruge 12 Karte                                 | Gemeinsames Baudenkmal mit Johannisstraße 5, ehemals Weichbild Schildesche Nr. 78, Tischler Becker. Der Bauteil Am Kruge 12 beinhaltet die Erweiterung des eigentlichen Wohnhauses Johannisstraße 5, und zwar als separat von der Traufseite erschlossene Wohn-/Nutzungseinheit, laut Inschrift auf dem Giebelbalken 1799 durch Meister Guntemeier errichtet. Der in die Straße Am Kruge vorspringende Anbau wurde um 1830 als Synagoge von Schildesche gebaut, und vor 1938 zu einer Tischlerwerkstatt umgenutzt. | 1799/um 1830                                                                    |                  | 178             |
| BW                                                                                | Wohnhaus mit Einfriedung                                                          | Bezirk Schildesche Huchzermeierstraße 1 Karte                        | |                                                                                 |                  | 537             |
| Fachwerk-Giebelhaus                                                               | Fachwerk-Giebelhaus                                                               | Bezirk Schildesche Johannisstr. 9 Karte                              | Weichbild Schildesche Nr. 92, Pöttger. Kleiner Fachwerk-Dreiständerbau. | 1708 (Inschrift Torbogen)                                                       |                  | 96              |
| Gaststätte Erbsenkrug                                                             | Gaststätte Erbsenkrug                                                             | Bezirk Schildesche Johannisstr. 11 Karte                             | Zweigeschossiges Fachwerk-Traufenhaus | ca. 1711                                                                        |                  | 74              |
| Wohnhaus und Gartenpavillon                                                       | Wohnhaus und Gartenpavillon                                                       | Bezirk Schildesche Johannisstr. 4 Karte                              | Eingeschossiges Fachwerk-Wohnhaus mit verschieferten Fassaden. | Wohnhaus Anfang 19. Jahrhundert                                                 |                  | 48              |
| Gartenpavillon                                                                    | Gartenpavillon                                                                    | Bezirk Schildesche Johannisstr. 2 Karte                              | Eingeschossiger Pavillon mit historisierenden Putzfassaden vorwiegend in Stilformen der Neugotik, ehemals als Bankgebäude genutzt. | Pavillon 1904                                                                   |                  | 48              |
| BW                                                                                | Wohn- und Geschäftshaus                                                           | Bezirk Schildesche Johannisstraße 36 Karte                           | |                                                                                 |                  | 536             |
| Wohn- und Geschäftshaus                                                           | Wohn- und Geschäftshaus                                                           | Bezirk Schildesche Johannisstr. 41 (früher Beckhausstr.261) Karte    | Zweigeschossiger Putzbau mit spätklassizistischen Putzfassaden. |                                                                                 |                  | 261             |
| ehemaliger Bültmannshof, heute Gaststätte                                         | ehemaliger Bültmannshof, heute Gaststätte                                         | Bezirk Schildesche Kurt-Schumacher-Str. 17a Karte                    | Gellershagen Nr. 2, Bauernhaus Bültmann. Großes Fachwerk-Vierständerhaus mit Kammerfach, reich beschnitzter Torbogen mit Posaunenengeln, Weinranken etc. | 1801 (Inschrift Kammerfach) und 1802 (Inschrift Torbogen)                       |                  | 20              |
| Ehemaliges Amtshaus                                                               | Ehemaliges Amtshaus                                                               | Bezirk Schildesche Marswidisstr. 3 Karte                             | Zweigeschossiger Baukörper mit historisierenden Putzfassaden stilistisch in der Nähe des Neobarock, als Verwaltungsgebäude für das Amt Schildesche errichtet. | 1897 (Bezeichnung Grundstein an Fassade links)                                  |                  | 443             |
| Voltmannscher Hof (Hof- und Nebengebäude einschließlich Gebäudeverbindungsbrücke) | Voltmannscher Hof (Hof- und Nebengebäude einschließlich Gebäudeverbindungsbrücke) | Bezirk Schildesche Morgenbreede 35 Karte                             | Gellershagen Nr. 1, Bauernhaus Hof Voltmann. Mächtiger Baukörper mit sorgfältig gestalteten spätklassizistischen Fassaden, der Wohnteil ein zweigeschossiges palaisartiges Querhaus. Seitlich über eine Brücke verbunden ein zweigeschossiger Kornspeicher, im Obergeschoss teils aus Fachwerk bestehend. | 1867 (Inschrift Torbogen)                                                       |                  | 229             |
| BW                                                                                | Wirtschaftsteil des ehemaligen Hofes Niederbrodhage                               | Bezirk Schildesche Niederbrodhagen 12 Karte                          | Gellershagen Nr. 9, Bauernhaus Hof Niederbrodhage. Fachwerk-Vierständerhaus mit reich beschnitztem Torbogen, Posaunenengel, Weinranken etc., Zimmermeister Johann Friederich Ellermann. Wohnteil mit massiven Außenwänden vom Ende des 19. Jahrhunderts nicht Teil des Denkmals. | 1826 (Inschrift Torbogen)                                                       |                  | 329             |
| Friedhofskapelle                                                                  | Friedhofskapelle                                                                  | Bezirk Schildesche Niederfeldstr. 8a Karte                           | In der Hauptachse des Friedhofes gelegener schlichter Putzbau im Stil des Expressionismus. Der Spitzbogen prägendes Architekturmotiv der eingangsseitigen Arkade, der Tür- und Fensteröffnungen, sowie der Deckengewölbe und der Chornische im Innenraum. | 1930                                                                            |                  | 220             |
| Chile-Wandbild                                                                    | Chile-Wandbild                                                                    | Bezirk Schildesche Universitätsstraße 25 Karte                       | | 1973                                                                            | 3. August 2015   | 535             |
| Wohnhaus im Bauhausstil                                                           | Wohnhaus im Bauhausstil                                                           | Bezirk Schildesche Voltmannstr. 117 Karte                            | Flach gedecktes Wohnhaus im Stil des Neuen Bauens. |                                                                                 |                  | 181             |
| Hotel Deutsches Haus                                                              | Hotel Deutsches Haus                                                              | Bezirk Schildesche Westerfeldstr. 14 Karte                           | Zweigeschossiger Bau unter flach geneigtem Walmdach mit Putzfassaden im Stil der italienischen Neorenaissance, mit Erker in Straßenecklage und Risalit mit Dreiecksgiebel in asymmetrischer Komposition, nach Brand des Vorgängerbaues 1889 errichtet. | um 1890                                                                         |                  | 262             |
| Neuapostolische Kirche (frühere kath. Kirche)                                     | Neuapostolische Kirche (frühere kath. Kirche)                                     | Bezirk Schildesche Westerfeldstr. 12 Karte                           | Ehemalige katholische Kirche. Einschiffiger, zweijochiger Bruchsteinbau mit Sandsteingliederungen, 1688 noch im Stil der Spätgotik errichtet. Weihe 1694. Seit 1950 neuapostolische Kirche. Der barocke Altar aus der Bauzeit der Kirche seit 1951 in der Kapuzinerkirche in Paderborn, dort ebenfalls als Hauptaltar verwendet. | 1688                                                                            |                  | 29              |
| Bahnhof Schildesche der Bielefelder Kreisbahnen                                   | Bahnhof Schildesche der Bielefelder Kreisbahnen                                   | Bezirk Schildesche Westerfeldstr. 31 Karte                           | Ehemaliger Kleinbahnhof. Schlichter, zweigeschossiger Ziegelbau mit angebautem Güterschuppen aus Fachwerk. | 1899                                                                            |                  | 138             |
| Fachwerkhaus                                                                      | Fachwerkhaus                                                                      | Bezirk Schildesche Westerfeldstr. 34 Karte                           | Sogenannter Apostelkotten, Stift Schildesche Nr. 1. Fachwerk-Heuerlingshaus, in der heutigen Form im 19. Jahrhundert errichtet. An der Hautür sekundär verwendetes Inschriftsfragment aus der Zeit des Stifts Schildesche (wohl 18. Jahrhundert). | Anfang des 19. Jahrhunderts                                                     |                  | 112             |
| Postgebäude mit Wohnung                                                           | Postgebäude mit Wohnung                                                           | Bezirk Schildesche Westerfeldstr. 36 Karte                           | Ehemaliges Kaiserliches Postamt Schildesche, zweigeschossiger Putzbau mit Ziegelsteingliederung in Straßenecklage. | 1906                                                                            |                  | 492             |
| Brücke der ehemaligen Kreisbahn über den Johannisbach                             | Brücke der ehemaligen Kreisbahn über den Johannisbach                             | Bezirk Schildesche Westerfeldstr. (hinter Nr. 50) Karte              | Fachwerk-Trägerbrücke als genietete Stahlkonstruktion über den Johannisbach, die beiden Widerlager eine schlichte Ziegelsteinarchitektur mit Rundbögen als Übergang zum künstlich aufgeschütteten Bahndamm. | 1899                                                                            |                  | 137             |
| Fachwerkhaus Seekrug                                                              | Fachwerkhaus Seekrug                                                              | Bezirk Schildesche Früher Vorwerk 25, jetzt am Obersee als „Seekrug“ | Von Johann und Agnes Holdtgreve errichtetes 3-Ständer-Fachwerkhaus als Weichbildstätte Schildesche Nummer 105. Steht heute am Obersee als „Seekrug“. Gehört zwar zu den 15 ältesten Profan-Gebäuden Bielefelds, hat aber keinen Denkmalschutz, da alte Gebäude nicht automatisch Denkmalschutz erhalten, nur weil sie alt sind. Sie müssen irgendwie besonders sein. | 1616                                                                            |                  |                 |

- Karte mit allen Koordinaten:
- OSM |
- WikiMap